# Piece wapiennicze w Rudnikach
Piece wapiennicze w Rudnikach – bateria dwóch wolnostojących pieców wapienniczych szybowych, położona przy ulicy Fabrycznej w Rudnikach. 27 kwietnia 2022 roku wpisana do rejestru zabytków nieruchomych województwa śląskiego (pod numerem A/967/2022).
Są to ceglane budowle na planie koła, zwieńczone cylindrycznymi kominami. Znajdują się na terenie Zakładów Chemicznych „Rudniki”, w pobliżu kamieniołomu Lipówka. Brak jest dokładnych danych o roku budowy i wykonawcach budowy, powstały najprawdopodobniej przed 1900 rokiem. Użytkowane do roku 1939.